# Денний зір
Де́нний зі́р — механізм сприйняття світла зоровою системою людини, що діє в умовах відносно високої освітленості. Здійснюється за допомогою колбочок за яскравості тла, яка перевищує 10 кд/м2, що відповідає денним умовам освітлення. Палички в цих умовах не діють. Синоніми: фотопічний (від дав.-гр. φῶς — світло і ὤψ — погляд, вигляд) і колбочковий зір.

Спектральні залежності відносної чутливості людського ока для денного (червона лінія) і нічного (синя лінія) зору.

Спектральну залежність відносної чутливості людського ока для денного зору наведено на малюнку. Її максимум, порівняно з кривою чутливості ока для нічного зору зсунутий в довгохвильовий бік і припадає на довжину хвилі 555 нм. Втім, у конкретних людей значення відносної спектральної світлової ефективності, як і положення максимуму, можуть відрізнятися, особливо помітні такі відхилення у тих, хто має Дальтонізм. Так, у хворих протанопією максимум зміщений в короткохвильову частину спектра, а у хворих дейтеранопією — в довгохвильову. У літніх людей з нормальним колірним зором з віком кришталик може дещо пожовтіти та злегка помутніти, що також зміщує максимум у довгохвильову частину спектра.
Особливостями денного зору порівняно з нічним є:
- Низька світлочутливість. Її величина приблизно в сто разів нижче, ніж за нічного зору. Обумовлена меншою чутливістю колбочок, порівняно з паличками.
- Висока роздільна здатність (гострота зору). Досягається шляхом того, що щільність розташування колбочок на сітківці ока істотно вища, ніж щільність розташування паличок.
- Здатність сприймати кольори. Здійснюється завдяки тому, що на сітківці є колбочки трьох типів, при цьому колбочки кожного з типів сприймають світло тільки з однієї, властивої для даного типу, частини спектра.

Більшу частину візуальної інформації людина отримує, використовуючи денний зір.